# Telephanus nigrolateralis
Telephanus nigrolateralis es una especie de coleóptero de la familia Silvanidae.

## Distribución geográfica
Habita en Haití.